# Ethan Allen Brown

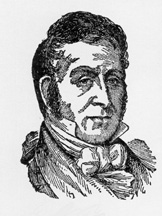
Ethan Allen Brown

Ethan Allen Brown, född 4 juli 1776 i Darien, Connecticut, död 24 februari 1852 i Indianapolis, Indiana, var en amerikansk jurist, politiker och diplomat. Han var den sjunde guvernören i delstaten Ohio 1818-1822. Han representerade sedan Ohio i USA:s senat 1822-1825.
Brown studerade juridik under Alexander Hamilton och inledde 1802 sin karriär som advokat. Han flyttade 1804 till Cincinnati. Han var domare i Ohios högsta domstol 1810-1818. Han valdes 1818 till guvernör som demokrat-republikan. Brown omvaldes två år senare.
Senator William A. Trimble avled 13 december 1821 i ämbetet. Brown avgick i januari 1822 som guvernör för att tillträda som senator för Ohio. Han kandiderade 1825 till omval men förlorade mot William Henry Harrison.
Brown var en anhängare av Andrew Jackson och gick med i demokraterna. Han var USA:s chargé d'affaires i Brasilien 1830-1834. Han flyttade 1836 till Indiana.
Browns grav finns på begravningsplatsen Cedar Hedge Cemetery i Rising Sun i Indiana.